# بخش پولوفینسکی
بخش پولوفینسکی (به لاتین: Polovinsky District) یک منطقهٔ مسکونی در روسیه است که در استان کورگان واقع شده‌است.